# Мидланд (Онтарио)
Мидланд (енгл. Midland) је градић у Канади у покрајини Онтарио. Према резултатима пописа 2011. у граду је живело 16.572 становника.

## Становништво
Према резултатима пописа становништва из 2011. у граду је живело 16.572 становника, што је за 1,5% више у односу на попис из 2006. када је регистровано 16.330 житеља.
| 2006.  | 2011.  | 2016.  |
| ------ | ------ | ------ |
| 16.330 | 16.572 | 16.864 |